# Ciecz superlepka

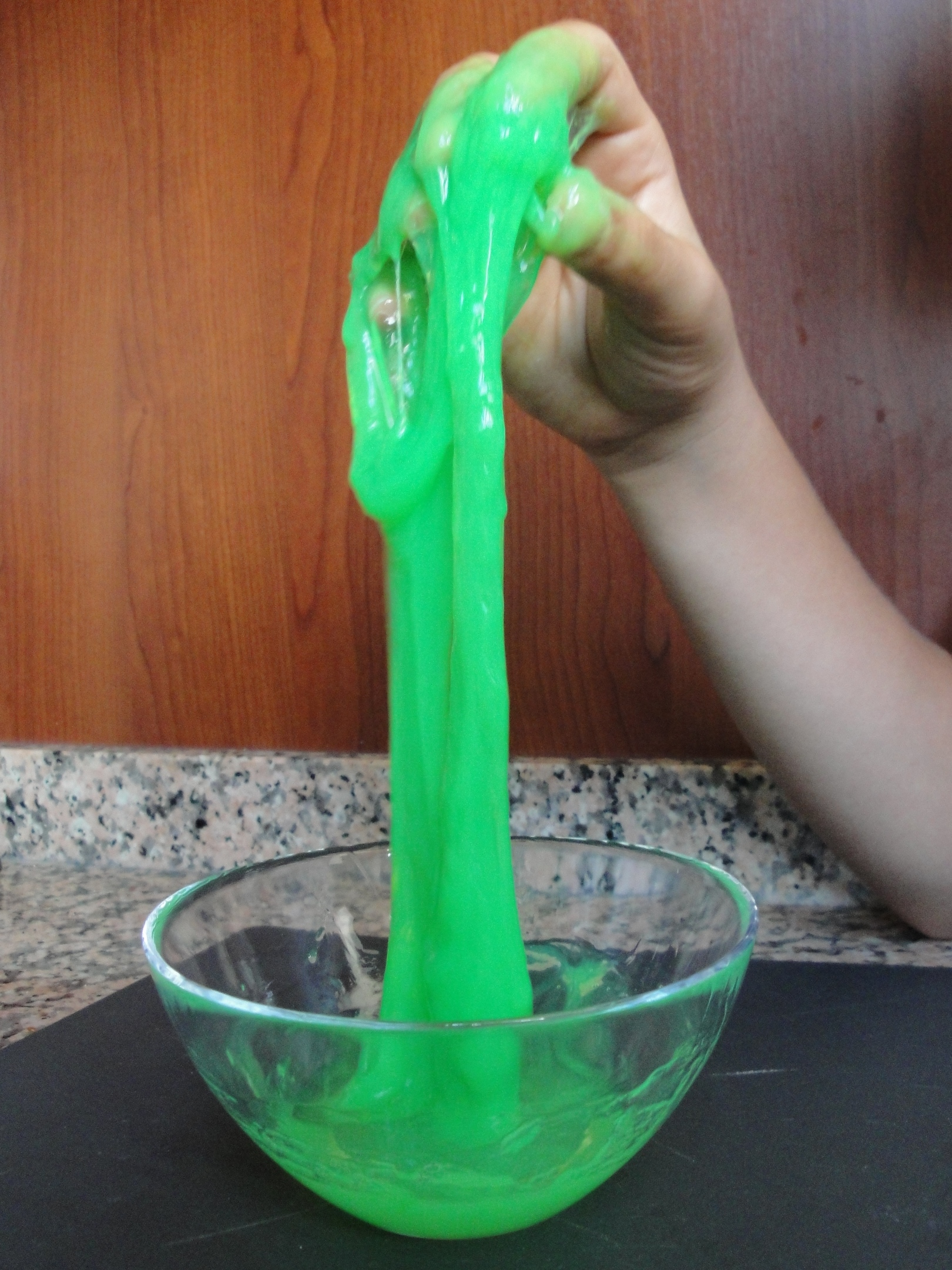
Ciecz superlepka i jej rozciągliwość

Ciecz superlepka (popularnie slime, glut) – usieciowany alkohol poliwynylowy. Ze względu na swoje właściwości nienewtonowskie jest rozpowszechniona jako zabawka dla dzieci oraz używana w pokazowych doświadczeniach chemicznych.

## Historia
Pierwowzorem zabawek tego typu była wprowadzona na rynek w 1976 roku przez amerykańskie przedsiębiorstwo Mattel zabawka o nazwie Slime produkowana z gumy guar i tetraboranu sodu. Była ona zwykle w jaskrawozielonym kolorze i sprzedawano ją w miniaturowych kubełkach. Później inni producenci zdecydowali się zastąpić w swoich zabawkach gumę guar substancjami na bazie alkoholu poliwinylowego.

## Zasada powstawania
Ciecze superlepkie powstają w wyniku dodania substancji zawierającej kwas borowy do alkoholu poliwynylowego. Kwas borowy pełni rolę czynnika sieciującego i wywołuje zmianę pierwotnych właściwości polimeru nadając mu większą lepkość.
Substancję często otrzymuje się domowymi metodami, na bazie wody i kleju, do których dodany zostaje inny płyn, np. detergent, płyn do soczewek kontaktowych z dodatkiem sody oczyszczonej czy roztwór boraksu. Czasem środki te zastępuje się krochmalem uzyskując w ten sposób podobny nienewtonowski płyn.

## Bezpieczeństwo
Ze względu na możliwość zawierania toksycznych składników, niektóre agencje zalecają zachowanie ostrożności przy wyborze oraz domowej produkcji substancji typu slime. Urząd Ochrony Konkurencji i Konsumentów informował o przekroczeniu dopuszczalnej ilości boru w wielu tego typu zabawkach, a francuska Agencja ds. Bezpieczeństwa ANSES ostrzegała przed możliwością wywołania podrażnień i reakcji alergicznych.